# 98e bataillon de chasseurs alpins
Le 98e bataillon de chasseurs alpins (98e BCA) est une unité de l'armée française ayant participé à la Seconde Guerre mondiale. 

## Historique
Le 98e bataillon de chasseurs alpins est créé en 1939 à la mobilisation à Courthezon. Affecté à l'armée des Alpes, il est rattaché à la 42e demi brigade de chasseurs alpins de la 65e division d'infanterie alpine.
Il participe à la bataille des Alpes : la section d'éclaireurs-skieurs du bataillon repousse une attaque italienne dans le secteur de la Haute-Vésubie.
Le bataillon est ensuite dissout.